# Musō Soseki

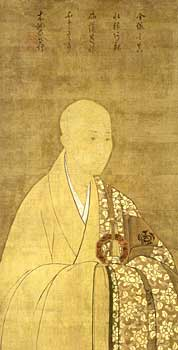
Musō Soseki

Musō Soseki, (en japonés 夢窓疎石) (1275 - 20 de octubre de 1351) fue un monje budista de la escuela Rinzai del zen, además de calígrafo, poeta y diseñador de jardines.

## Vida
Su madre era hija de Hōjō Masamura. Originario de la Provincia de Ise, en la actualidad parte de la Prefectura de Mie, entró en un templo en la montaña en 1283. Allí estudió las sectas budistas Shingon y Tendaishū. En 1292 realizó sus votos en Tōdaiji y estudió budismo zen.

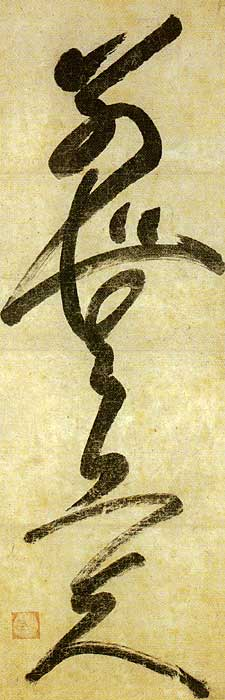
Caligrafía de Musō Soseki

En 1325, el emperador Go-Daigo Tennō pidió que fuese a la corte del sur y se convirtiese en el sacerdote principal de la provincia de Ise. Al año siguiente fue a Kamakura y estuvo en un templo de ese lugar.
En 1345, durante el período Muromachi, fundó Tenryū-ji en Kioto, su trabajo más importante, donde moriría seis años más tarde.
Su obra más importante es Diálogos en el sueño (Muchu mondo en japonés) donde se exponen de forma sintética los principales axiomas del Zen en forma de diálogo (mondo) con su discípulo, el afamado señor feudal Ashikaga Tadayoshi.